# Almen bolig
En almen bolig er en bolig, der er administreret af en af almen boligorganisation. Der findes mere end en halv million danske almene boliger, og knap 1 million danskere, dvs. en sjettedel af befolkningen, boede i denne boligform i 2020.
Indtil 1996 brugtes betegnelsen almennyttig bolig, der stadig lejlighedsvis anvendes i dagligdags sprogbrug.
Formålet med de almene boliger er ifølge almenboligloven "at stille passende boliger til rådighed for alle med behov herfor til en rimelig husleje samt at give beboerne indflydelse på egne boforhold." Desuden skal de enkelte boligorganisationer ved udlejningen tilgodese grupper, som har vanskeligt ved at anskaffe sig en passende bolig på almindelige markedsvilkår. Desuden skal man forsøge at skabe en varieret beboersammensætning.

## Typer
Almenboligloven beskriver tre typer af almene boliger:
- Almene familieboliger
- Almene ungdomsboliger
- Almene ældreboliger

Der kan være tale om lejligheder, rækkehuse, huse mv.

## Organisering
De almene boliger er typisk samlet i afdelinger af boligforeninger. De enkelte afdelinger udgør en selvstændig økonomisk enhed, og er styret af en bestyrelse, som vælges på det årlige afdelingsmøde (afdelingens generalforsamling). Hver bolig har minimum to stemmer på afdelingsmødet.

## Boligforhold og regler

### Anvisningsretten
En del af beboerne i almene boliger er personer med særlige boligbehov. Boligerne er nemlig opført med støtte, hvor de enkelte kommuner via en anvisningsret har mulighed for at disponere over typisk hver 4. lejlighed.
Kommunerne benytter denne anvisningsret til personer/familier, som ikke er i stand til selv at løse sit boligproblem på en rimelig måde. Personer med få økonomiske og sociale ressourcer bliver prioriteret højere, men hensynet til børn og andre beboere (naboer) kan f.eks. også indgå i beslutningen.

### Huslejen
Huslejen kan være lav i forhold til andre boliger. Dels fordi boligerne er bygget med offentlig støtte, og dels fordi huslejen er omkostningsbestemt, så den generelle stigning i boligpriserne ikke har påvirket lejen. Tidligere var dog en stor del af opførelsen af boligerne finansieret med indekslån, hvor restgælden opskrives med inflationen. Dermed er huslejen i de ældste af boligerne påvirket af prisudviklingen i Danmark.

### Vedligeholdelse
Vedr. almene boligers vedligeholdelsesordninger se: A-ordningen, B-ordningen og M-ordningen.

### Retten til at bytte lejebolig
Lejer har ifølge lejeloven ret til at bytte bolig med andre lejere. Udlejeren kan dog modsætte sig dette, hvis lejeren ikke har haft boligen i 3 år. Herudover kan der være begrænsninger i retten, såfremt antallet af beboere i boligen ændrer sig.

### Salg af familieboliger
Fra 2005 blev en midlertidig forsøgsordning indført, som gjorde det muligt at privatisere de almene boliger. Det foregår ved, at kommunen eller boligforeningen ansøger Socialministeriet om, at lejerne skal få mulighed for at købe den bolig, de bor i. Et flertal af lejerne i en afdeling skal på et afdelingsmøde stemme for at tilbyde lejerne muligheden. Herefter kan lejerne overtage boligen som ejerbolig med et rente- og afdragsfrit lån på 30 pct. af købesummen. Boligens købesum bliver markedsprisen, som fastsættes af en ejendomsmægler. Lånet ydes af Landsbyggefonden, og forfalder til indfrielse ved fraflytning. Forsøgsordningen løb til 1. januar 2008, men forventes erstattet af en permanent ordning.